# Ogólnokształcąca Szkoła Baletowa im. Feliksa Parnella w Łodzi
Ogólnokształcąca Szkoła Baletowa im. Feliksa Parnella w Łodzi – jedna z pięciu państwowych artystycznych szkół baletowych o dziewięcioletnim cyklu kształcenia, dająca wykształcenie w zawodzie tancerz oraz wykształcenie ogólne w zakresie klas IV-VIII szkoły podstawowej i liceum ogólnokształcącego. Umożliwia uzyskanie świadectwa dojrzałości po zdaniu egzaminu maturalnego. Organem prowadzącym jest Ministerstwo Kultury i Dziedzictwa Narodowego w Warszawie – Centrum Edukacji Artystycznej.

## Zakres działalności
Szkoła kształci tancerzy tańca klasycznego, współczesnego, dawnego, ludowego i charakterystycznego. Współpracuje z Teatrem Wielkim w Łodzi. Absolwenci występują w największych teatrach i zespołach baletowych w Polsce i za granicą, ale także w zespołach tańca ludowego, m.in. w Zespole Pieśni i Tańca „Śląsk” oraz Państwowym Zespole Ludowym Pieśni i Tańca „Mazowsze”.
Razem z Zespołem Pieśni i Tańca „Śląsk” szkoła organizuje cyklicznie Ogólnopolski Festiwal Tańców Narodowych, który ma na celu propagowanie polskiej, ludowej kultury tanecznej, polskich tańców narodowych oraz twórczości wybitnych polskich kompozytorów nawiązujących do polskiego folkloru.

## Historia szkoły
Szkoła została utworzona w 1975 w Łodzi przez Ministra Kultury i Sztuki. Pierwsi absolwenci otrzymali świadectwa ukończenia w 1984. W dniu 16 stycznia 1988 placówce nadano imię Feliksa Parnella, a 1 września 1999 Państwową Szkołę Baletową przekształcono w Ogólnokształcącą Szkołę Baletową im. Feliksa Parnella.
Początkowo szkoła mieściła się w budynku przy ul. Żeromskiego 10, z dwiema małymi salami baletowymi, a lekcje tańca klasycznego odbywały się w Teatrze Wielkim. Od 1981 funkcjonuje w obecnej siedzibie przy ulicy Wrocławskiej 3/5. W 2018 budynek został poddany termomodernizacji. Przed budynkiem znajduje się popiersie Feliksa Parnella autorstwa łódzkiego rzeźbiarza Kazimierza Karpińskiego, a w hallu szkoły portret patrona pędzla Zdzisława Głowackiego.
Pierwszym dyrektorem był Ireneusz Barański, a wicedyrektorem do spraw artystycznych Leandra Jasińska – tancerka Teatru Wielkiego w Łodzi. Wieloletnim dyrektorem w latach 1991–2004 była tancerka Izabela Gorzkowska-Głowacka.
W 2007 szkoła otrzymała medal „Pro publico bono” im. Sabiny Nowickiej.

## Udział uczniów szkoły w konkursach i festiwalach
- Międzynarodowy Konkurs Choreograficzny uczniów szkół baletowych w Bytomiu (co dwa lata).
- Międzynarodowy Konkurs „Złote pointy” organizowany przez Fundację Balet w Szczecinie.
- Międzynarodowy Konkurs Baletowy w Pilźnie w Czechach
- Ogólnopolski Konkurs Tańca im. Wojciecha Wiesiołłowskiego w Gdańsku
- Ogólnopolski Festiwal Polskich Tańców Narodowych w Koszęcinie
- Konkurs „Młody Tancerz Roku”

## Nauczyciele tańca (byli i obecni)(wybór)
- Paulina Andrzejewska – taniec współczesny[6]
- Swietłana Basyrowa-Potargowicz – taniec klasyczny
- Maria Bilska[7]
- Muzaffar Burkhanov
- Mariusz Caban[8]
- Vadim Dik – taniec klasyczny
- Wojciech Domagała[9][10][11] – taniec klasyczny i współczesny
- Aleksandra Dziurosz – taniec współczesny[12]
- Natalia Fedorowa – taniec klasyczny
- Anna Gaweł – taniec klasyczny[13]
- Jerzy Gęsikowski – taniec klasyczny
- Izabela Gorzkowska-Głowacka
- Dagmara Jagodzińska[14] – taniec dawny, podstawy tańca współczesnego
- Agata Jankowska-Dobrowolska[15]
- Bogdan Jankowski[16]
- Krystyna Janusz-Bukowiecka – taniec ludowy i charakterystyczny[17]
- Liliana Kowalska – taniec klasyczny[18]
- Anna Krzyśków – taniec współczesny[19]
- Maria Kuśnierz-Skonieczna[20] – taniec ludowy i charakterystyczny
- Tomasz Moskal[21][22] – taniec współczesny
- Elżbieta Niezgodzka[23]
- Franciszek Peluritis[24]
- Magdalena Redlewska[25] – taniec klasyczny
- Ewa Salwa
- Karolina Sasin-Barylska[26] – taniec klasyczny
- Zbigniew Sobis
- Bogumiła Sołek - taniec współczesny[27]
- Aleksandra Stanisławska[28] – historia tańca
- Monika Szymurska-Prokop[29] – taniec klasyczny
- Bogumiła Szaleńczyk[30]
- Swietłana Szarowa[31]
- Anna Włodarczyk-Rurak[32][33] – taniec klasyczny

## Znani absolwenci szkoły(alfabetycznie)
- Robert Bondara[34][35][36] (2002)
- Piotr Chojnacki[37][38] (1984)
- Tomasz Danhel[39] (1997)
- Wojciech Domagała (1995)
- Wiesław Dudek[40] (1996)
- Arkadiusz Gołygowski[41][42] (1986)
- Joanna Jabłońska[43][44] (2005)
- Agata Jankowska-Dobrowolska (1997)
- Jerzy Kaźmierczak[45] (2012)
- Wiktor Krakowiak-Chu[46] (2008)
- Iga Krata[47] (2009)
- Anna Krzyśków[48][49] (1984)
- Maria Kuchowicz[50] (2004)
- Kamila Lechowska[51][52][53] (2023)
- Monika Maciejewska-Potockas[54] (1998)
- Daria Majewska[55] (2012)
- Małgorzata Marcinkowska[56] (1985)
- Mariusz Morawski[57] (2017)
- Dominik Muśko (1997)
- Iwona Pasińska[58] (1989)
- Sharon Pietrzak[59] (2010)
- Mateusz Polit (1999 eksternistycznie)
- Piotr Ratajewski[60][61] (2000)
- Magdalena Redlewska (1992)
- Adrianna Rieske[62] (2016)
- Małgorzata Rozenek-Majdan (Kostrzewska)[63] (1997)
- Julia Sadowska[64][65][66] (2005)
- Karolina Sasin-Barylska (1995)
- Dominik Senator (2010)
- Magdalena Sioma[67][68] (1996)
- Mikołaj Spiżewski[69][70] (2023)
- Aleksandra Stanisławska (1992)
- Konrad Stefański[71] (1994)
- Bogumiła Szaleńczyk (2005)
- Hanna Szychowicz[72] (2018)
- Monika Szymurska-Prokop (1989)
- Karol Urbański[73][74][75] (1984)
- Anna Włodarczyk-Rurak (Hankiewicz) (1987)
- Paulina Woś[76] (2000)
- Beata Wrzosek-Dopierała (1986)